# Golden Dawn

La Croce dell'Ordine Ermetico dell' Alba Dorata

La Golden Dawn (più precisamente Hermetic Order of the Golden Dawn, in italiano Ordine Ermetico dell'Alba Dorata) è un ordine nato alla fine del XIX secolo.
I tre fondatori, William Robert Woodman, William Wynn Westcott e Samuel Liddell MacGregor Mathers furono massoni e membri della Societas Rosicruciana in Anglia (S.R.I.A.).
È una società segreta iniziatica fondata sulla tradizione della Qabalah. Adottò l'immagine dell'Alba come simbolo del risveglio spirituale, dell'illuminazione alla consapevolezza, che praticava una forma di teurgia e sviluppo spirituale e che ebbe una grande influenza sull'occultismo occidentale del XX secolo.

## Storia

### La fondazione
I dati e le testimonianze datano al 1888 la costituzione di questa fratellanza a Londra, ad opera di Wynn Westcott, Samuel Liddell McGregor-Mathers e Robert William Woodman, che rispettivamente assunsero le tre cariche fondamentali dell'Ordine: Cancellarius, Praemonstrator, Imperator. Woodman apparteneva agli alti gradi della massoneria: era membro infatti della Societas Rosicruciana in Anglia, a sua volta fondata nel 1866 da Robert Wentworth Little, un importante esponente della Gran Loggia d'Inghilterra; tuttavia ciò non basterebbe a configurare la Golden Dawn come circolo massonico, in quanto essa ha sempre conservato una propria autonomia organizzativa e sostanziali differenze ritualistiche rispetto alla massoneria cosiddetta "regolare".

### L'elaborazione dei riti
Westcott chiese a Mathers di rielaborare il cerimoniale e la struttura dei gradi, e questi produsse un primo "Ordine Esteriore" ed un secondo "Ordine Interiore" - denominato anche Rosæ Rubeæ et Aureæ Crucis (R.R. et A.C.) - che introduceva elementi pratici di magia il cui insegnamento non poteva essere trasmesso all'Ordine Esteriore.
Procedendo su questa via di ricerca, Woodman e Westcott commissionarono a Mathers la traduzione in inglese dal latino della Cabala Denudata di Knorr von Rosenroth, un trattato medievale che a sua volta traduceva dall'ebraico alcuni scritti fondamentali della Qabalah, come la Maggiore e la Minore Santa Assemblea.
Mathers era un profondo conoscitore di diverse lingue. Era in grado di leggere e tradurre l'inglese, l'ebraico, il latino, il francese, il celtico, il copto ed il greco, tuttavia non li aveva studiati secondo percorsi regolari, né a scuola, né all'università o altra istituzione.
È rilevante notare che il libro che ne seguì, dotato di un'ampia introduzione che spiega i presupposti fondamentali dell'impostazione cabalistica, era dedicato ad Anna Kingsford (1846-1888), una delle prime combattenti per i diritti delle donne, che sostenne Mathers apertamente, anche finanziariamente. Questo spiega probabilmente la predisposizione mostrata da Mathers nell'includere nei percorsi di ricerca componenti femminili.
In particolare, il rapporto con Mina Bergson, detta Moina, che sarebbe divenuta sua moglie, fu decisivo negli sviluppi non soltanto della personalità di Mathers ma dell'intera Golden Dawn. Figlia di ebrei irlandesi, sorella del filosofo Henri Bergson, dotata di eccellente talento musicale, Mina fu una straordinaria musa per McGregor-Mathers (che, peraltro, stabilì con lei un patto di astinenza sessuale) ed altresì l'artista che concepì gli arredi del tempio di Parigi, nonché una presunta chiaroveggente. La presenza di Moina fu decisiva sin dalla sua iniziazione nel 1898 (per la quale scelse il motto Vestigia Nulla Retrorsum, "non torno indietro sui miei passi"), imprimendo sull'Ordine una vibrante linea di tensione in direzione artistica. Ella agì anche da apripista per l'ingresso nella Golden Dawn di Florence Farr, nota attrice dell'Abbey Theatre di Dublino, e di Annie Horniman, che dell'Abbey era l'anima segreta, colei che ne curava la gestione e l'amministrazione.

### L'influenza nella società
Questi aspetti contribuirono ad accrescere il fascino e l'attrazione magnetica verso le ricerche spirituali della Golden Dawn, avvicinando altri artisti come William Butler Yeats, Arthur Conan Doyle, Arthur Machen, Edward Waite. 
William Butler Yeats, che aderì all'Ordine il 7 marzo 1890, è il noto poeta che conseguì per le sue opere il premio Nobel per la letteratura e che utilizzò le sue conoscenze esoteriche anche per sostenere l'identità culturale dell'Irlanda e la sua indipendenza politica dall'Inghilterra.
Irlandese di terza generazione e discendente da un Rettore Ortodosso della Chiesa d'Inghilterra, Yeats ebbe vastissimi interessi, dettati proprio dalla sua difficoltà di aderire al dogma. Fu in contatto con la Società Teosofica, un movimento di pensiero capeggiato da Helena Petrovna Blavatsky, che si proponeva di rivelare le radici orientali del pensiero ed estenderle e parteciparle al mondo occidentale.
Yeats importò nella Golden Dawn questa sensibilità eclettica per la ricerca, cercando l'indipendenza da ogni controllo esterno di natura massonica e cercando di rimanere al riparo dagli effimeri intrighi di potere che all'interno dell'Ordine stavano per cominciare, un teatrino che gli avrebbe anche fruttato minacce di morte. Alla morte di Woodman, che era stato Imperator dell'Ordine, Samuel Liddell McGregor-Mathers assunse un ruolo estremamente attivo nell'Ordine, strutturando concretamente il Secondo livello. La Golden Dawn di Londra, sin dalla sua fondazione nel 1887, aveva sempre operato iniziazioni, secondo il progredire delle Dieci Sephirot dell'Albero cabalistico che ne costituisce l'asse portante.

Tuttavia, nella prima fase, il livello iniziatico si fermava al quarto grado. Adesso, McGregor Mathers realizzava la struttura del Secondo Ordine (gradi quinto, sesto e settimo), collocando al di sopra di questo un Terzo Ordine.
Non si hanno tracce certe né altre evidenze per documentare se a questa struttura teorica sia conseguita una effettiva realizzazione con attribuzione piena di cariche e ruoli. L'affermazione che viene ripetuta nei rituali di iniziazione è tale per cui, comunque, chi viene iniziato all'Ordine entra in una relazione con la spada karmica del Magus Ipsissimus, il Vertice dell'Ordine, e con quella dei Fondatori.

### Massimo sviluppo e crisi
Mathers utilizzava due motti per identificarsi nella Golden Dawn: uno era quello del clan scozzese dei Mac Gregor, rispetto al quale vantava ascendenze (S.R.M.D.: Rioghail Mo Dhrem: "la mia razza è regale"); l'altro proveniva dal talismano di Marte (D.D.C.F.: Deo Duce, Comite Ferro: "Dio come guida, la spada come compagna"). Quando Woodman morì nel 1891, alcuni ritengono che la vera Golden Dawn si estinse, sebbene altri sostengono che fu quello l'aprirsi del periodo che la trasformò nel fenomeno storico oggi oggetto di studi e di ricerche.
Mathers e Westcott entrarono presto in disaccordo per via dell'esuberanza del primo, al punto che il secondo decise di ritrarsi dall'Ordine. Non si trattò tuttavia di un dissidio lacerante sul piano personale, poiché lettere e documenti attestano di un prestito in danaro che Westcott avrebbe fatto a Mathers anni dopo queste vicende. L'asserito egocentrismo di Mathers, questo ego ipertrofico che assorbiva tutto, che tutto voleva possedere, comprendere, decidere, finì con il condizionare molto le attività dell'Ordine. Gli stessi adepti, piuttosto che privilegiare la ricerca, apparivano impegnati in una corsa al conseguimento del grado iniziatico. Membri come Felkin e Crowley, ciascuno per proprio conto e secondo propri criteri, avevano iniziato una corrente in cui convergevano aspetti delle dottrine di Anton Mesmer (1734-1815) e di Allan Kardec (1804-1869), in base a cui ritenevano di poter ottenere insegnamenti e istruzioni (e attribuzioni di grado) direttamente da entità astrali.
Ebbe luogo una progressiva delegittimazione dell'Ordine, che condusse ad una pluralità di scismi interni. Mathers trasferì da Londra a Parigi la sede principale dell'Ordine, ne cambiò il nome in Golden Dawn to the Alpha et Omega, mentre l'ala di Robert William Felkin prese il nome di Stella Matutina. La linea che continuò a fare riferimento a Mathers si sviluppò negli Stati Uniti, con i Templi di Thoth-Hermes (Chicago); Ihme (Boston); Themis (Philadelphia). Al tempio di Alfa e Omega rimase Mina che, a partire dal momento della morte di Mathers (1918), avrebbe assunto d'essere in contatto diretto e in comunicazione operativa con la sua anima.
All'Alfa e Omega aderì, tra gli altri, Mary Violet Firth, più conosciuta come Dion Fortune, che tuttavia fu espulsa nel 1924 per avere rivelato segreti dell'ordine nel suo libro The Esoteric Philosophy of Love and Marriage (La filosofia esoterica dell'amore e del matrimonio) e, soprattutto, nel grandemente noto The Mystical Qabalah, La Cabala Mistica. 
La connessione non fu mai perfetta, addirittura Dion entrò in rovente polemica con Moina, accusandola di voler controllare la mente di tutti e, soprattutto, di essere responsabile - per mezzo di incantesimi e magie - della morte di una loro adepta, Netta Fornario, sebbene tale accusa non poté essere provata.

### L'opera di Aleister Crowley
Se l'Alfa e Omega avevano un ruolo di primo piano a Parigi, la corrente di Felkin, la Stella Mattutina, si sviluppò soprattutto in Nuova Zelanda, mantenendo comunque una presenza significativa a Londra. La scena della capitale britannica fu tuttavia egemonizzata dall'ascesa di Aleister Crowley.
Iniziato all'ordine il 18 novembre 1898, Crowley fu molto vicino a McGregor-Mathers durante il periodo di Parigi. Crowley fu la persona più vicina a Mathers nel fronteggiare lo scisma, almeno inizialmente. Fu tuttavia una fase molto breve: così come Felkin era in contatto con una sedicente entità identificata come Ara Ben Shamash (Dio figlio del Sole), anche Crowley stabilì presto un contatto con un'entità metapsichica (Aiwass), saltando tutte le procedure di iniziazione ed autoproclamandosi Magus, adepto cioè del livello più alto. Il risultato di questa allucinazione medianica, il contatto con il suo angelo custode, Aiwass, determinò in Crowley la stesura del Liber Legis (che ebbe luogo durante un soggiorno al Cairo nel 1904), evento che lo sradicò da Mathers e avviò l'inizio della sua attività individuale, che traeva dagli insegnamenti della Golden Dawn l'idea della trasformazione del tempo e del secolo come Nuovo Eone, una nuova era che avrebbe segnato il risveglio della magia e l'apertura ad una rinnovata consapevolezza per l'umanità. Con questa intenzione, Crowley mantenne per un certo periodo - in opposizione ad altri pretesi continuatori e con l'alleanza di Cecil Jones - la denominazione Golden Dawn per il suo Ordine esterno, organizzando parallelamente la sua struttura direzionale di retro-loggia, un Secondo Ordine che chiamò Astrum Argentinum.
Nel 1909, alcuni materiali pubblicati da Crowley sulla sua rivista Equinox, diedero luogo ad una denuncia di Mathers per violazione dei diritti d'autore (poi vinta da Crowley). Tuttavia negli anni trenta del XX secolo Israel Regardie, segretario di Crowley e in cerca di fama, s'impadronì del materiale d'archivio della Golden Dawn e lo pubblicò a suo nome.

## Il dibattito storico
Invero, la diffusione della notorietà delle vicende della Golden Dawn, piuttosto che per il tramite di questi gruppi di ricerca esoterica è soprattutto dovuta all'eclatante impatto dell'opera di Aleister Crowley che - sia pure in modo occulto e sotterraneo - ha segnato in maniera profondissima il XX secolo. La penetrazione di queste dottrine ha avuto luogo attraverso la letteratura dove, oltre alle opere dello stesso Crowley, si annoverano numerose biografie (tra cui, rimarcabili, quelle di John Symonds e Kenneth Grant) ed altri libri e romanzi che alla sua vita si ispirano, da William Somerset Maugham - che conobbe direttamente Crowley e lo raffigurò come Oliver Haddo ne Il mago - a Vincenzo Consolo, che ne ricostruisce il periodo vissuto a Cefalù, generando un singolare parallelismo magico in Sicilia.
La persistenza letteraria della Golden Dawn si apre al più vasto pubblico mediante l'intermediazione del cinema, specialmente in rapporto all'opera di Kenneth Anger che, pur facendo un cinema di ricerca non ancora aperto alla grande notorietà, determinò una speciale presa sulla musica rock, poiché un suo film dal titolo Evocazione di mio fratello il Demonio, si avvalse della colonna sonora di un giovanissimo Mick Jagger, che la concepì come onda d'urto psicologico realizzata con un sintetizzatore Moog.
Quell'esperienza dovette imprimersi in modo decisivo nella mente di Jagger, che ne fece l'architrave del suo sodalizio artistico con Keith Richards e appare in effetti costitutiva di successivi importanti episodi della musica rock (Sympathy for the devil, Their satanic majestic request, Goat's head soup, etc.) realizzati con i Rolling Stones. Un rilievo principale va attribuito, in rapporto alla diffusione di allusioni e rimandi espliciti all'opera di Crowley, ai Led Zeppelin, una formazione il cui leader, Jimmy Page, è stato un cultore e probabilmente il principale acquirente di oggetti appartenuti ad Aleister Crowley, fino ad acquistarne la villa nei pressi del lago di Boleskine in Scozia (che peraltro è la sede presunta del leggendario mostro di Loch Ness).

## I rapporti con gli altriordini
Tra i documenti fondamentali dell'ordine è da annoverare un manoscritto cifrato chiamato Cipher Manuscript, rispetto alla cui acquisizione è noto uno scambio di lettere fra i tre fondatori della Golden Dawn e un'adepta di una fratellanza tedesca omologa, denominata Orden der Goldenen Dämmerung. Ad oggi si ha certezza dell'identità storica di questa adepta, poiché ella viene chiamata con l'appellativo iniziatico V.H. Soror S.D.A. Mathers la identificò con una certa Fraulein Sprengel, sostenendo che sia stata la fonte diretta del manoscritto. Si tentò anche di collegare i manoscritti inviati dalla Sprengel alla collezione del defunto occultista e massone Kenneth Mackenzie (1833-1886), ma senza riscontri certi.
Tuttavia, ancor oggi, molti adepti della Golden Dawn ritengono che l'ordine tedesco sia un Ordine di "secondo livello", dal quale la Golden Dawn di Londra sarebbe dipesa. I più addentro le vicende storiche di questa fratellanza, perfettamente delineate da adepti coscienziosi come R. A. Gilbert, l'Ordine Ermetico ebbe origini proprie, indipendenti da qualsiasi altra organizzazione benché affine ad altre per organizzazione e ritualità. Il tentativo di collegare la Golden Dawn ad un fantomatico Ordine tedesco, servì a collegare la stessa Golden Dawn alla tradizione della Rosacroce, la fratellanza seicentesca straordinariamente famosa soprattutto per i documenti chiamati Manifesti, leggendariamente attribuiti a Christian Rosenkreutz. Dopo la decifrazione - compiuta da Westcott con l'aiuto di McGregor-Mathers - il Cipher si dimostrò non essere antico; tuttavia si presentava, in apparenza, come comunicazione di entità spiritiche, attraverso il rituale mistico di una sconosciuta e preesistente "Golden Dawn".

## Gruppi correlati
Tra i gruppi che reclamano una diretta discendenza dagli insegnamenti della Golden Dawn, si segnalano The Hermetic Order of the Golden Dawn Inc. (HOGD, Inc.) (Ordine ermetico dell'Alba Dorata, Inc.), fondato in Florida nel 1977 da Charles (Chic) e Sandra Tabatha Cicero, collaboratori di Israel Regardie fino alla morte di quest'ultimo nel 1985; The Hermetic Order of the Golden Dawn (H.O.G.D.), fondato nel 1992 da Patricia Behman (alias Cris Monnastre) e David John Griffin; The Esoteric Order of the Golden Dawn (Ordine esoterico dell'Alba Dorata), fondato da Robert e Sonya Zink e John Brawl negli anni ottanta con un prevalente simbolismo cristiano cattolico; il tempio Whare Ra fondato da Felkin in Nuova Zelanda e che, chiuso negli anni settanta, fu riaperto da Pat e Chris Zalewski e nuovamente chiuso negli anni novanta.